# 弓形光面介
弓形光面介（学名：Xestoleberis subarcuata）为光面介科光面介屬下的一个种。